# Vodice (Lanišće)
Vodice  su naselje na Ćićariji, u općini Lanišće, na 661 m nadmorske visine. Smještene su na križanju ćićarijske transverzale Buzet–Obrov i krške longitudinale Jelovice–Mune, pa su vrlo važna prometna točka toga dijela Ćićarije i Krasa.  

## Privreda
Do kraja XIX.st. glavna gospodarska grana bila je stočarstvo, a potom se stanovništvo bavilo proizvodnjom drvenog ugljena (karbunice), koji se prodavao u obližnjem Trstu. Hranu je mjesno stanovništvo proizvodilo na širokom plodnom krškom polju. 

## Stanovništvo
Na popisu stanovništva 2011. godine, Vodice su imale 16 stanovnika.
| Broj stanovnika po popisima | Broj stanovnika po popisima | Broj stanovnika po popisima | Broj stanovnika po popisima | Broj stanovnika po popisima | Broj stanovnika po popisima | Broj stanovnika po popisima | Broj stanovnika po popisima | Broj stanovnika po popisima | Broj stanovnika po popisima | Broj stanovnika po popisima | Broj stanovnika po popisima | Broj stanovnika po popisima | Broj stanovnika po popisima | Broj stanovnika po popisima | Broj stanovnika po popisima |
| --------------------------- | --------------------------- | --------------------------- | --------------------------- | --------------------------- | --------------------------- | --------------------------- | --------------------------- | --------------------------- | --------------------------- | --------------------------- | --------------------------- | --------------------------- | --------------------------- | --------------------------- | --------------------------- |
| 1857                        | 1869                        | 1880                        | 1890                        | 1900                        | 1910                        | 1921                        | 1931                        | 1948                        | 1953                        | 1961                        | 1971                        | 1981                        | 1991                        | 2001                        | 2011                        |
| 529                         | 531                         | 526                         | 576                         | 611                         | 503                         | 493                         | 1.102                       | 300                         | 213                         | 165                         | 92                          | 63                          | 45                          | 32                          | 16                          |

Napomena: U 1931. sadrži podatke i za naselje Jelovice.
| broj stanovnika | 529   | 531   | 526   | 576   | 611   | 503   | 493   | 1102  | 300   | 213   | 165   | 92    | 63    | 45    | 32    | 16    | 9     |
|                 | 1857. | 1869. | 1880. | 1890. | 1900. | 1910. | 1921. | 1931. | 1948. | 1953. | 1961. | 1971. | 1981. | 1991. | 2001. | 2011. | 2021. |

## Znamenitosti
- Zvonik (na slici)

- Crkva sv. Martina izgrađena je u XIX.st., a obnovljena 1939. i 1999. Stara crkva istoga titulara nalazi se na groblju poviše sela, a prema mjesnoj tradiciji, na tom je mjestu bilo staro selo.
- Vodice su spaljene 10.VIII.1944., kad je cjelokupno zatečeno stanovništvo odvedeno u logore.

## Povijest
Područje je bilo naseljeno već u neolitiku, a na obližnjim brdima bile su željeznodobne gradine. Tek se u ranom srednjem vijeku može govoriti o seoskom naselju, koje se u pisanim vrelima javlja nakon X.st., kad su Vodice dio tršćanske općine. Naselje je zatim pripadalo akvilejskom patrijarhu, knezovima Goričkim, a 1394. kao dio Rašporske gospoštije došlo je pod vlast Venecije. Stradale su od osmanskih upada potkraj XV.st., a 1523. prešle su u vlast Habsburgovaca, koji su ih povjerili tršćanskom kapetanu Rauberu. Od tada je granica austrijskog i mletačkog područja u tom dijelu Ćićarije išla između Vodica i Dana. 

## Vanjske poveznice
|  | Zajednički poslužitelj ima još gradiva o temi Vodice (Lanišće) |